# Diente humano

1. Diente 2. Esmalte 3. Dentina 4. Pulpa dental 5. pulpa coronal o cameral 6. pulpa radicular 7. Cemento 8. Corona
9. Cúspide
10. Surco
11. Cuello
12. Raíz
13. Furca
14. Ápice de la raíz
15. Foramen del ápice
16. Surco gingival
17. Periodonto
18. Encía:
19. libre o interdental
20. marginal
21. alveolar
22. Ligamento periodontal
23. Hueso alveolar
24. Irrigación e inervación:
25. dental
26. periodontal
27. a través del canal alveolar

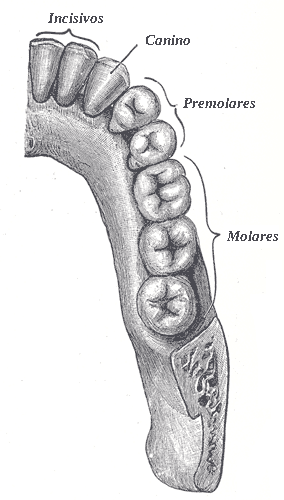
Los dientes permanentes de la mitad derecha del arco dental inferior, visto desde arriba.

El diente (del lat. dens, dentis) es un órgano anatómico duro, enclavado en los procesos alveolares de los huesos maxilares y mandíbula a través de un tipo especial de articulación denominada gonfosis, en la que intervienen diferentes estructuras que lo conforman: cemento dentario y hueso alveolar ambos unidos por el ligamento periodontal. El diente está compuesto por tejidos mineralizados (calcio, fósforo, magnesio), que le otorgan la dureza. En su conjunto forman la dentición temporal (o dientes de "leche") y la dentición permanente.
La dentición temporal (decidua) consta de 20 dientes, cuya aparición comienza a los seis meses de vida aproximadamente y su recambio por órganos dentales permanentes dura hasta los 12 años aproximadamente.
La dentición permanente  inicia su erupción desde los seis años de edad aproximadamente, e irá reemplazando a los dientes de la primera dentición hasta llegar a la edad  adolescente. La dentición permanente consta de 32 dientes. En la edad de 16 a 25 años pueden llegar a erupcionar los terceros molares, también llamados "muelas del juicio o cordales", cuya retención dentro de los maxilares es muy frecuente.
Los dientes son estructuras de tejido mineralizado que comienzan a desarrollarse desde la vida embrionaria, e inician su erupción en los primeros seis meses de vida, los cuales ayudan al proceso de la masticación de los alimentos para una buena digestión. El diente realiza la primera etapa de la digestión y participa también en la comunicación oral.
Básicamente en el diente se pueden reconocer dos partes, la corona dental, parte recubierta por esmalte dental y la raíz dental no visible en una boca sana.
Los dientes, ordenados desde el centro hacia las mandíbulas son: incisivos que cortan, los caninos que desgarran, los premolares que trituran y los molares que muelen.

## Historia
Leonardo da Vinci representó en sus dibujos anatómicos la fórmula dental humana correcta y describen la morfología de los cuatro tipos de dientes.

## Tejidos del diente
Esmalte dental: es un tejido formado por hidroxiapatita y proteínas (en muy baja proporción). Es el tejido más duro del cuerpo humano y del mundo. En zonas donde el esmalte es más delgado o se ha desgastado, puede ser sumamente sensible. El esmalte es translúcido, insensible al dolor pues en él no existen terminaciones nerviosas. Con el flúor se forman cristales de fluorhidroxiapatita que es mucho más resistente que la hidroxiapatita al ataque de la caries dental.
Dentina: tejido mineralizado, pero en menor proporción que el esmalte. Es el responsable del color de los dientes. Contiene túbulos en donde se proyectan prolongaciones de los odontoblastos, llamados fribillas de Thomes, las cuales son las causantes de la sensibilidad. Las propiedades físicas de la dentina son: Color, radiopacidad, traslucidez, elasticidad, dureza y permeabilidad.
Cemento radicular: tejido conectivo altamente especializado. Es una capa dura, opaca y amarillenta que recubre la dentina a nivel de la raíz del diente. Se encarga de unir al órgano dentario con el hueso alveolar a través del ligamento periodontal.
Pulpa dental: tejido mesodérmico está constituida por un tejido suave que contiene vasos sanguíneos (arteria y vena) que conducen la sangre hacia el diente y por fibras nerviosas que otorgan sensibilidad al diente. Dichos nervios atraviesan la raíz (del diente) por medio de finos canales. Su célula principal son los odontoblastos (son células tanto de la pulpa como de la dentina), estos fabrican dentina y son los que mantienen la vitalidad de la dentina. Los odontoblastos poseen prolongaciones conocidas como Procesos Odontoblásticos o fribillas de Thomes, que se alojan en los túbulos dentinarios. Junto con la dentina forma el órgano dentino-pulpar.
En la pulpa dentaria se encuentra alojado el paquete vasculo nervioso que está formado por un filete nervioso, una vena y una arteria, dándole la irrigación e inervación necesaria.
Las actividades funcionales de la pulpa son: Inductora de la temperatura, formativa, nutritiva, sensitiva, defensiva y reparadora.
Periodonto:Conjunto de ligamentos que fijan el diente dentro del alveolo óseo del maxilar. Básicamente son las estructuras que dan soporte y sustentabilidad al diente.

## Estructuras de soporte de los dientes

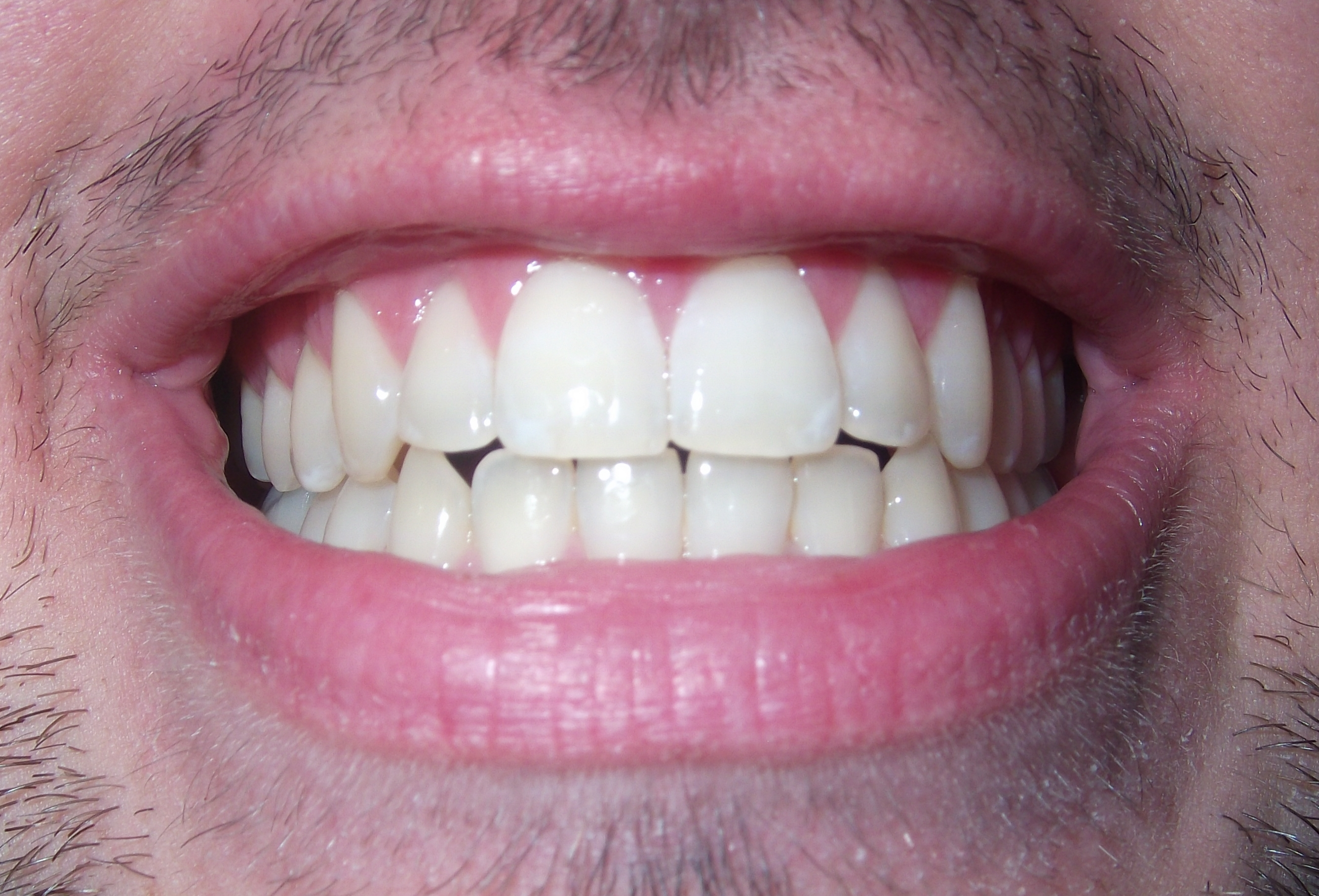
Imagen de una boca mostrando los dientes y sus otras estructuras

Los Tejidos periodontales que conforman el periodonto, son todos aquellos tejidos que rodean al diente.
El periodonto contribuye exponencialmente a la vitalidad del órgano dental. El periodonto está constituido por las siguientes estructuras:
Encía: es la parte de la mucosa bucal que rodea el cuello de los dientes y cubre el hueso alveolar.
Ligamento periodontal: es una estructura del tejido conjuntivo que rodea la raíz y la une al hueso alveolar. Entre sus funciones están la inserción del diente al hueso alveolar y la resistencia al impacto de los golpes. También posee propiedades mecanorreceptoras siendo capaz de transmitir las fuerzas ejercidas sobre el diente a los nervios adyacentes.
Cemento dentario: es la estructura mineralizada que cubre la dentina radicular, compensa el desgaste fisiológico en la erupción pasiva y sobre todo, la inserción a las fibras de la encía y del ligamento periodontal.
Hueso alveolar: es la parte del hueso maxilar y mandíbula donde se alojan los dientes.
Se denomina hueso alveolar al hueso de los maxilares y mandíbula que contiene o reviste las cuencas o procesos alveolares, en las que se mantienen las raíces de los dientes.

## Estructura morfológica

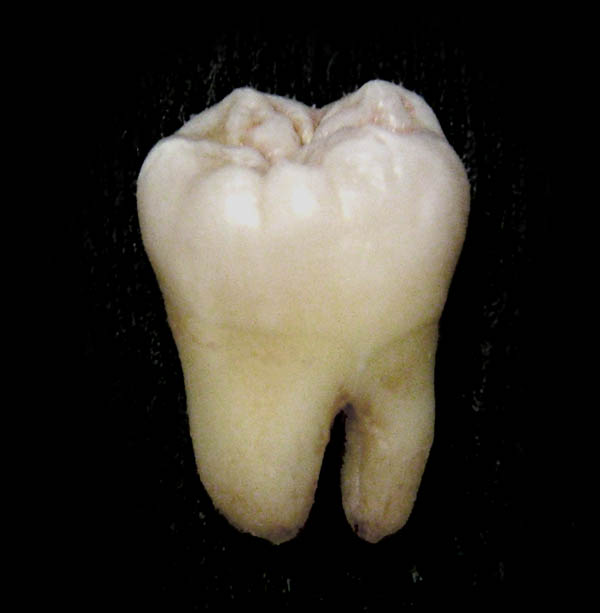
Diente molar

- Corona: es la parte del diente que está recubierta por esmalte. Podemos observar en la boca la parte funcional del órgano dentario. Esta porción del diente se encuentra expuesta al medio bucal en forma permanente.
- Cuello: llamado zona cervical, es la unión de la corona con la raíz y se sitúa en la encía marginal.
- Raíz: esta parte del diente no es visible en la cavidad bucal ya que está incrustada en el proceso alveolar, dentro del hueso, y se encuentra recubierta por el cemento dentario. Sirve de anclaje. Los dientes normalmente tienen entre una y tres raíces, dependiendo de si son incisivos (una raíz), caninos (1), premolares (1 o 2) o molares (dos o tres, en casos excepcionales más de tres)

## Desarrollo dentario

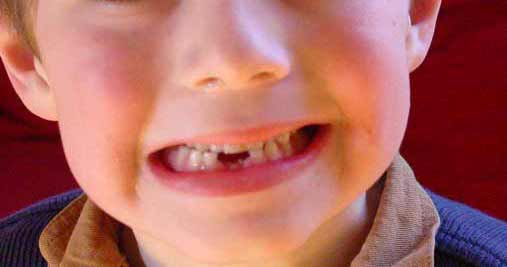
La primera dentición de leche comienza a perderse a los 5 o 6 años de edad siendo sustituida por los dientes definitivos o dentición permanente.

El desarrollo dentario es un conjunto de procesos muy complejos que permiten la erupción de los dientes por modificación histológica y funcional de las células embrionarias totipotentes. La posesión de dientes es común a muchas especies muy distintas, su desarrollo dentario es bastante parecido al de los humanos. En humanos, se requiere de la presencia de esmalte, dentina, cemento y periodonto para permitir que el ambiente de la cavidad oral sea propicio al desarrollo, el cual sucede durante el desarrollo fetal.

### Dentición temporal (decidua)

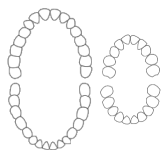
Diferencia entre la dentición permanente y la dentición decidua

Hasta los 6 o 7 años de edad, la especie humana solo posee 20 dientes, la llamada dentición temporal o dentición decidua, comúnmente denominada de leche, que será sustituida por un total de 32 dientes que constituyen la dentición definitiva o dentición permanente, existiendo cuatro grupos de dientes con funciones específicas.
La función de estos primeros dientes es preparar el alimento para su digestión y asimilación en etapas en las que el niño está en máximo crecimiento; sirven de guía de erupción: mantienen el espacio para la dentición permanente; estimulan el crecimiento de los maxilares con la masticación; fonación: los dientes anteriores intervienen en la creación de ciertos sonidos.

### Dentición permanente
Después de la dentición decidua los dientes de leche son empujados por una segunda dentición. Estos primeros dientes caen (exfolian) de manera natural dejando surgir a los dientes permanentes.
Según la forma de la corona y por lo tanto su función, hay cuatro tipos de dientes:
1. Incisivos (8 dientes): dientes anteriores con borde afilado. Su función principal es cortar los alimentos. Poseen una corona cónica y una raíz solamente. Los incisivos superiores son más grandes que los inferiores.
2. Caninos (4 dientes): con forma de cúspide puntiaguda. Son llamados colmillos en los demás animales. Están situados al lado de los incisivos y su función es desgarrar los alimentos.
3. Premolares (8 dientes): poseen dos cúspides puntiagudas. Facilitan la trituración de los alimentos.
4. Molares (12 dientes): poseen cúspides anchas. Tienen la misma función de los premolares. La corona de este tipo de dientes puede tener cuatro o cinco prominencias, al igual que dos, tres o cuatro raíces. Son los dientes más grandes.

## Funciones de los dientes
Las funciones de los dientes son:
1. Masticatoria
2. Fonética
3. Estética
4. de preservación del arco

La forma dentaria determina la función de cada diente dentro de los movimientos masticatorios. Para una buena función los dientes deberán estar bien posicionados, son tan importantes los contactos entre dientes de diferentes arcadas, superior e inferior, como los contactos entre los dientes adyacentes, estos últimos se llaman contactos interproximales y protegen a la papila dental ya que impiden que al masticar la comida se almacene en esta, evitando un empaquetamiento, traumatismo gingival por alimentos duros y, por lo tanto, el aumento de la placa bacteriana.
Funciones del punto de contacto interproximal:
1. Estabiliza al diente en su alvéolo y a las arcadas dentarias.
2. Previene el empaquetamiento de comida y, por lo tanto, protegiendo de posibles gingivitis, periodontitis, caries, etc.
3. Protege a la papila dental al desviar a los alimentos que en la masticación van hacia la papila dental.

Las malposiciones dentarias presentan unos puntos de contacto alterados que es un factor de riesgo para diversas patologías bucodentales.
Porcentajes de la función según el diente:
1. Masticatoria: Incisivos: 10 %, Caninos 20 %, premolares 60 %, molares +90 %
2. Fonética y Estética: Incisivos: 90 %, Caninos 80 %, Premolares 40 %, Molares 10

## Grupos dentarios
Hay dos grandes grupos dentarios: el grupo anterior, formado por incisivos (centrales y laterales) y caninos, y el grupo posterior, formado por premolares y molares.

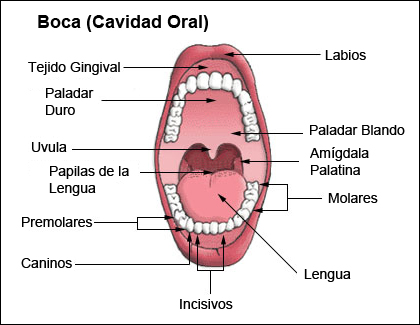
Estructura de los dientes permanentes.

- Grupo anterior: Tienen cuatro superficies y un borde incisal. Los incisivos superiores determinan en gran medida la estética facial del individuo. Los caninos determinan la expresión y el aspecto facial.

La función masticatoria es de cortar, los incisivos, y desgarrar, los caninos por su fuerte anclaje en el hueso y su posición en las arcadas, además, los caninos, contribuyen a dar estabilidad a toda la arcada.
Los incisivos poseen lo que se denomina guía incisal, esto es que en los movimientos mandibulares de protrusión, la mandíbula se desplaza hacia delante, los incisivos inferiores contactan con los superiores deslizándose el borde incisal de los incisivos inferiores por la cara palatina de los incisivos superiores y de esta forma los sectores posteriores, premolares y molares, se separan de forma que se evitan contactos indeseables y nocivos. Esto es fundamente para evitar lesiones en los dientes posteriores.
Los caninos poseen la guía canina, en los movimientos de lateralidad, la mandíbula se mueve hacia los lados, los caninos del lado hacia el que se desplaza la mandíbula contactan y se desliza la cúspide del canino inferior sobre la cara palatina del canino superior de forma que los sectores posteriores, premolares y molares, se separan impidiendo choques nocivos entre sus cúspides en estos movimientos.
El grupo anterior ayuda a producir los sonidos dentales y labiodentales.
- Grupo posterior: presentan cuatro caras y una superficie oclusal. Este grupo no tiene tanta importancia en la función estética como la tiene el grupo anterior, aun así las pérdidas dentarias posteriores conllevan pérdida del hueso provocando por ello el colapso de la piel y los músculos faciales.

Los premolares tienen una función masticatoria de desgarro y trituración, los molares, gracias a su posición más posterior en la que los músculos masticatorios, que son cuatro: masetero, temporal, pterigoideo externo y pterigoideo interno, pueden aplicar grandes fuerzas para producir una eficaz trituración. Los molares son los dientes con mayor número de cúspides y mayor superficie masticatoria aunque sus cúspides sean menos afiladas que las de los premolares o los caninos.
Los premolares colaboran, a veces, con los caninos en la guía canina, cuando esto ocurre se llama función de grupo y consiste en evitar los contactos posteriores en movimientos de lateralidad ya sea con una buena guía canina o, en su defecto, con la ayuda de los premolares con una buena función de grupo.

### Placa bacteriana
Es una población de células (bacterias principalmente) que crecen unidas a una superficie envueltas en una matriz de exopolisacáridos que las protege tanto física como químicamente, formando una capa delgada, pegajosa, traslúcida y suave denominado biofilm microbiano. El peligro es que el biofilm microbiano pueden producir caries y enfermedades periodontales. El biofilm de la placa bacteriana es el factor determinante para el inicio de una gingivitis y o una periodontitis. Otros factores de riesgo pueden contribuir con la progresión y severidad de las lesiones.

## Enfermedades dentales

### Caries

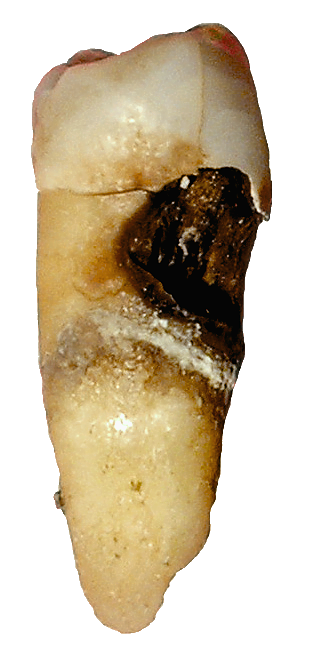
Diente destruido por la caries

Es una enfermedad infecciosa multifactorial (dieta rica en hidratos de carbono, mala higiene bucal, técnica de cepillado incorrecta, etc.) que ocasiona la pérdida de la dureza de los dientes, iniciado por una desmineralización de la superficie dentaría. Se genera por la acción de los ácidos producidos por las bacterias existentes en la placa dental que atacan y destruyen el esmalte, la dentina, y en un grado mayor, llega hasta la pulpa, formando una fosa o fisura dentro del diente.
Los dientes también pueden "picarse" por el consumo de bebidas carbonatadas (refrescos o sodas), debido a los ácidos y azúcares que contienen (sacarosa). Si se consumen este tipo de bebidas es importante enjuagarse los dientes con agua y utilizar pasta de dientes y enjuagues con flúor (moderadamente) ya que también en exceso provoca manchas en dientes (mayormente en niños).

### Enfermedades periodontales
Son aquellas enfermedades infecciosas que inflaman y destruyen las estructuras de soporte de los dientes provocan dolor dental odontalgia.
1- Gingivitis: Consiste en la inflamación y sangrado de las encías a raíz de una infección bacteriana. Se sangra porque donde hay una infección, el cuerpo manda más sangre con leucocitos para combatir la infección; al haber más sangre "a presión" por así decirlo, es más probable que con el cepillado se rompan los capilares de las encías y por tanto estas duelan y sangren.
2- Periodontitis: Ocurre al destruirse el tejido que une el hueso con los dientes. Los dientes comienzan a aflojarse debido a la inflamación de la encía. Puede ser considerada a grandes rasgos como: periodontitis leve, moderada y avanzada. Esta última es el más grave de las enfermedades periodontales y se conoce a veces como periodontitis crónica. Se presentan úlceras que permiten la salida del material infectado hacia la membrana periodontal y al hueso alveolar, lo que trae como consecuencia una destrucción lenta y progresiva de este hueso.
3-Odontalgia
Dolor dental provocado por una de las patologías en mención una lesión en la boca y esta a su vez a la dentadura.

## Higiene bucal

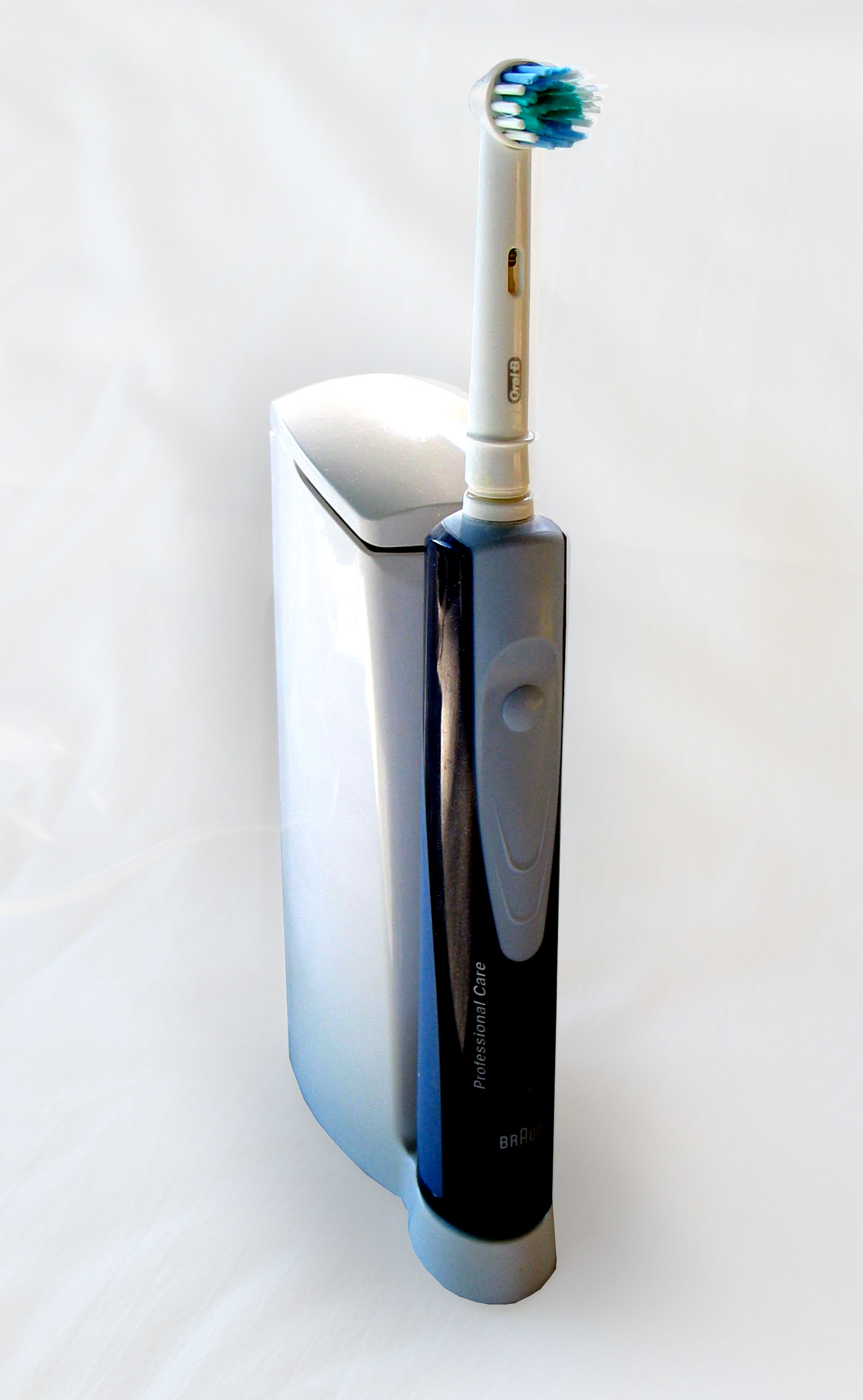
Cepillo eléctrico

La higiene bucal consiste principalmente en el uso del cepillo de dientes, ya que este remueve en parte la acumulación de un biofilm o biopelícula (anteriormente considerada solo placa bacteriana). El cepillado dental lo asesora un especialista en periodoncia, que es el experto en orientar la técnica de cepillado de cada paciente, debido a su condición individual una misma técnica no podría servir a todas las personas. El uso de enjuagues bucales o colutorios es de gran valor higiénico, por su protección química en especial los enjuagues con contenido de Fluoruro logran ayudar la labor de remineralización del esmalte que la alimentación cotidiana tiende a erosionar, la presencia de alcohol en los enjuagues bucales se asocia a una intensificación de la enfermedad puesto que el alcohol es un fijador bacteriano por lo que adhiere a mayor potencia la placa dentobacteriana y promoviendo caries y enfermedad periodontal en el largo plazo . El enjuague bucal a base de clorohexidina posee propiedades antimicrobianas, bastante importante en el control de la enfermedad periodontal así como potente anticaries.
También se debe emplear el hilo dental, se considera que aporta el 40 % de la higiene, es decir casi la mitad, junto con el cepillado, la técnica de uso de hilo dental es bastante simple y rápida una vez adquirido el entrenamiento que el mismo odontólogo puede orientar, existen diferentes tipos de hilo dental , el hilo sin cera se considera el hilo dental más limpio para la higiene, empleado en la mayor parte de las ocasiones. El hilo dental con fluoruro aporta un factor anticaries, y el hilo con cera es de gran ayuda en apiñamientos y serias malformaciones de origen genético así como maloclusiones complejas de abordar o en pacientes de difícil manejo por su situación socioeconómica.